# Eidgenössische Medienkommission
Die Eidgenössische Medienkommission (EMEK) (französisch Commission fédérale des médias, italienisch Commissione federale dei media) ist eine vom Bundesrat, der Regierung der Schweiz, im November 2012 eingesetzte unabhängige ausserparlamentarische Expertenkommission. Tätig ist die EMEK seit Mitte 2013. Unterstützt wird sie durch ein beim Bundesamt für Kommunikation (BAKOM) angesiedeltes Sekretariat. Sie hat die Aufgabe, Behörden im Bereich der gesellschaftlichen Kommunikation zu beraten.

## Aufgaben
Die Eidgenössische Medienkommission ist stellt eine sogenannte ausserparlamentarische Kommission dar (Art. 57a ff. RVOG; Art. 8a und Art. 8k RVOV), das heisst, sie ergänzt die Bundesverwaltung in bestimmten Bereichen, in denen der ihr die speziellen Kenntnisse fehlen. Im Gegensatz zu parlamentarischen Kommissionen bestehen diese nicht aus gewählten Volksvertretern, sondern Experten auf einem speziellen Gebiet. Die EMEK hat die Aufgabe, die schweizerische Medienlandschaft zu beobachten, zu analysieren und Empfehlungen zu ausgewählten Fragen abzugeben. Nebst ihrer beratenden Funktion kann sie auch operativ tätig werden, indem sie der Öffentlichkeit ihre Empfehlungen mitteilt.

## Organisation
Die EMEK besteht aus fünf Organen: Plenum, Präsidium, Geschäftsausschuss, Arbeitsgruppen und Kommissionssekretariat.
Das Plenum ist das oberste Organ der EMEK. Es trifft auf Einladung des Präsidenten ungefähr vier bis sechs Mal pro Jahr zusammen. Ausserdem wird eine Plenumssitzung auf Antrag von mindestens einem Drittel der Kommissionsmitglieder oder auf Antrag des Eidgenössischen Departements für Umwelt, Verkehr, Energie und Kommunikation (UVEK) einberufen. Beschlüsse werden mit einfachem Mehr der anwesenden Mitglieder gefasst. In den Kompetenzbereich des Plenums fallen die Festlegung des Jahresprogramms, die Verabschiedung der Stellungnahmen und Berichte, das Einsetzen von Arbeitsgruppen und Auftragserteilung an Arbeitsgruppen, Geschäftsausschuss und Kommissionssekretariat und Genehmigung des Jahresberichts.
Der Präsident lädt zum Plenum ein und vertritt die EMEK nach draussen. Der Geschäftsausschuss besteht aus dem Präsidenten und den zwei Vizepräsidenten. Er hat die Vorbereitung der Sitzungen und Geschäfte des Plenums zusammen mit dem Kommissionssekretariat, die Koordination der Arbeitsgruppen und die Erledigung dringlicher Geschäft inne. Arbeitsgruppen werden vom Plenum auf Zeit eingesetzt. Sie bereiten für die Kommission ein Geschäft vor, treffen Abklärungen oder begleiten Projekte. Sie erstatten dem Plenum regelmässig Bericht über ihre Tätigkeit. Nach der Erfüllung ihres Auftrages lösen sie sich auf. Das Kommissionssekretariat untersteht dem BAKOM. Es ist für die Administration der Kommission zuständig und bereitet in Absprache mit dem Präsidenten fachliche Dossiers vor. Es nimmt an den Sitzungen des Plenums und des Geschäftsausschusses teil und erstellt das Protokoll.

## Zusammensetzung
Die EMEK besteht aus maximal 15 vom Bundesrat gewählten, nicht der Verwaltung angehörenden Personen. Sie repräsentieren relevante Fachgruppen, Institutionen und Verbände aus dem gesamten Mediensektor (Verlage, Radio- und Fernsehverbände, SRG SSR, Medienwissenschaft, Aus- und Weiterbildung, neue Medien, Werbebranche, Journalismus, Zivilgesellschaft). Stand Januar 2022 sind das:
- Anna Jobin, Mitglied seit 2020, seit 2021 Präsidentin
- Nicolas Antille, Mitglied seit 2013
- François Besençon, Mitglied seit 2015, seit 2020 Vizepräsident
- Bertil Cottier, Mitglied seit 2020
- Sylvia Egli von Matt, Mitglied seit 2013, von 2013 bis 2021 Vizepräsidentin
- Ladina Heimgartner, Mitglied seit 2017
- Bea Knecht, Mitglied seit 2015
- Philip Kübler, Mitglied seit 2013
- Manuel Puppis, Mitglied seit 2017, seit 2022 Vizepräsident
- Markus Spillmann, Mitglied seit 2016
- Urs Thalmann, Mitglied seit 2013
- Clara Vuillemin, Mitglied seit 2020[5]